# Gotik in Litauen

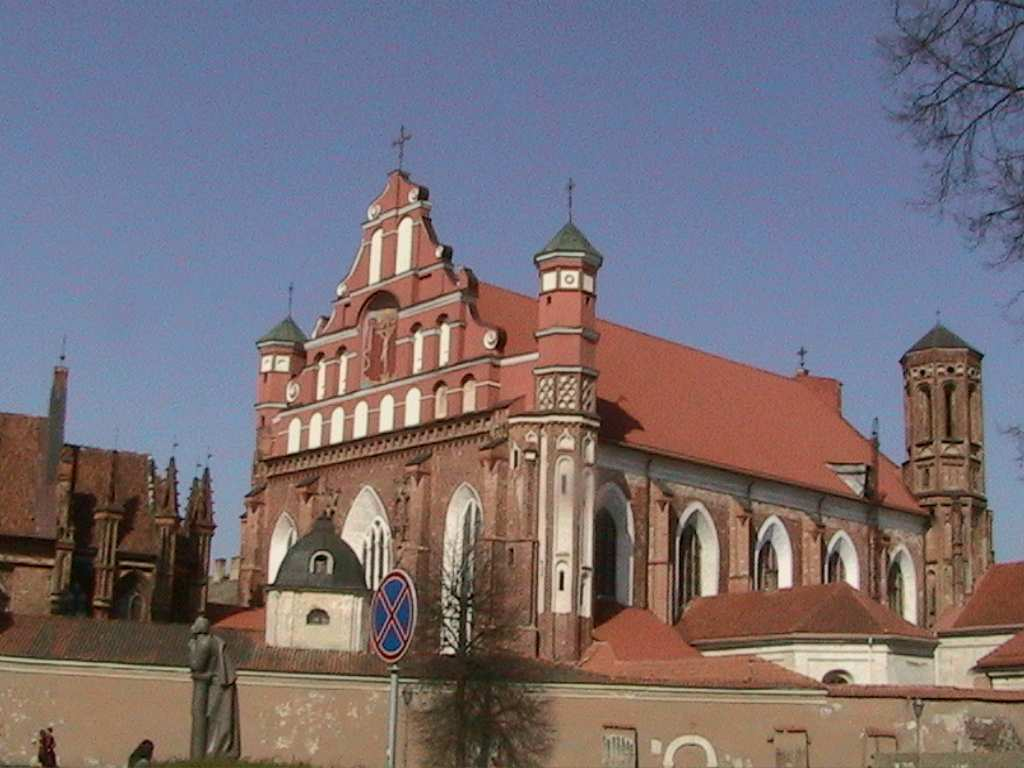
Franziskus- und Bernhardkloster in Vilnius

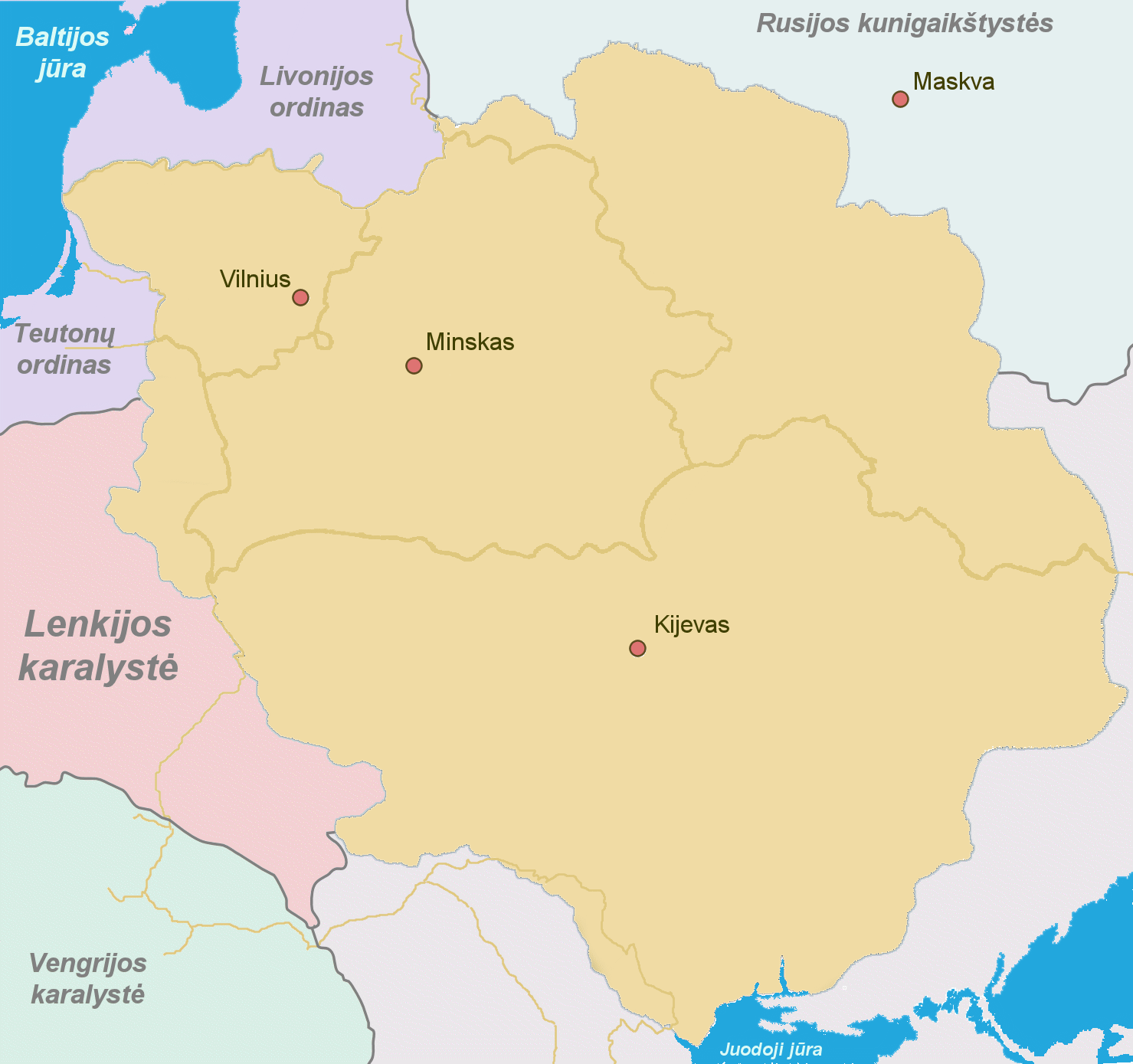
Litauen zur Zeit Władysławs II. Jagiełło und Vytautas’ des Großen,
zart darunter die heutigen Grenzen

Die gotische Architekturlandschaft Litauens verfügt über wenige, teils recht unterschiedliche, teils einzigartige, Beispiele dieses Baustils.

## Bedingungen
Litauen, an der Grenze zwischen griechischer und römischer Kirche gelegen, hatte sich in der Behauptung seines Heidentums (vor allem gegenüber dem Deutschen Orden) zum Staat und im 14. Jahrhundert zur Großmacht entwickelt. Das Gebiet der heutigen Republik war bis auf das dem Ordensstaat angehörende heutige Kleinlitauen (1919–1939 Memelgebiet) der Litauisch sprechende Teil des Großfürstentums Litauen, dessen Untertanen mehrheitlich orthodoxe Slawen waren.
Das Machtzentrum dieses Reiches erstreckte sich von Kaunas über Trakai bis nach Vilnius.
Mit der Heirat zwischen dem erst kurz vorher katholisch getauften Großfürsten Władysław II. Jagiełło und der polnischen Königin Hedwig von Anjou begann die Personalunion Polen-Litauen. Nach der Schlacht bei Tannenberg (1410) und dem Frieden vom Melnosee (1422) gab es keine Übergriffe des Deutschen Ordens mehr. Nach dem Zweiten Frieden von Thorn 1466 war der Ordensstaat kein ernsthafter Konkurrent der unter den Jagiellonen verbundenen Staaten mehr.

## Bauten

### Gemauerte Burgen

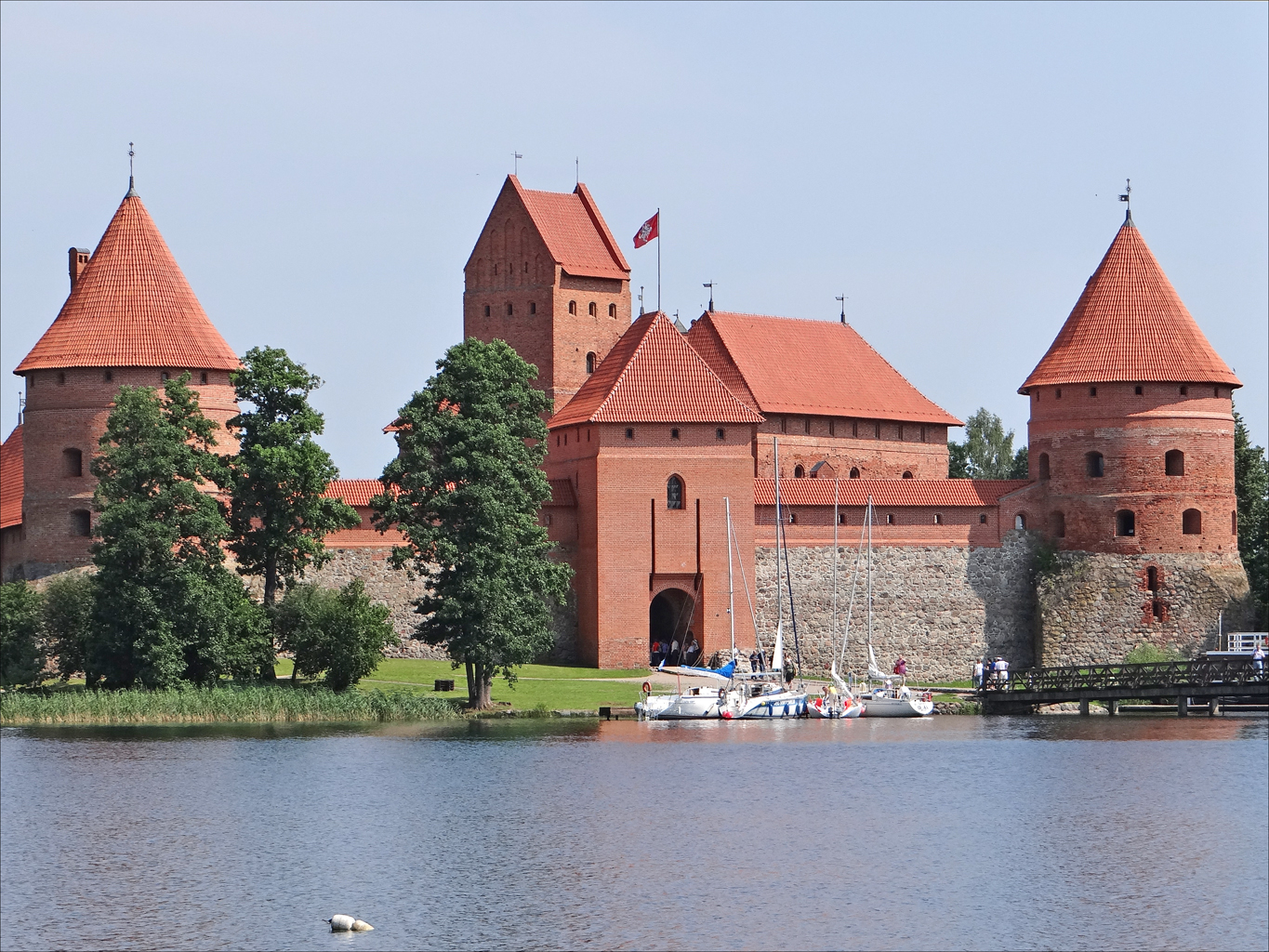
Trakai, Inselburg

Die aus Stein und Ziegeln errichteten Burgen Litauens, Zeitangabe jeweils für die erste Ausbaustufe nach hölzernen Vorläufern:
- Burg Kaunas, Mitte des 14. Jahrhunderts errichtet, von Ordensrittern 1361 ausspioniert und 1362 erobert, 1384 ein zweites Mal vom Orden und dann von Litauen zurückerobert.
- Halbinselburg in Trakai 1350–1377.
- Inselburg Trakai, Befestigungsmauern und Wehrtürme ebenfalls in der zweiten Hälfte des 14. Jahrhunderts errichtet, Palast jedoch erst ab 1410.
- Burg Medininkai, 1392, ab Mitte des 15. Jahrhunderts Residenzschloss
- Gediminas-Turm über Vilnius, schon 1409 fertig.[2][3]

So gut wie alle übrigen mittelalterlichen Burgen der Litauer waren Anlagen aus Holz und Erde.

### Erste Kirchen

#### Orthodoxe Kathedrale zu Vilnius

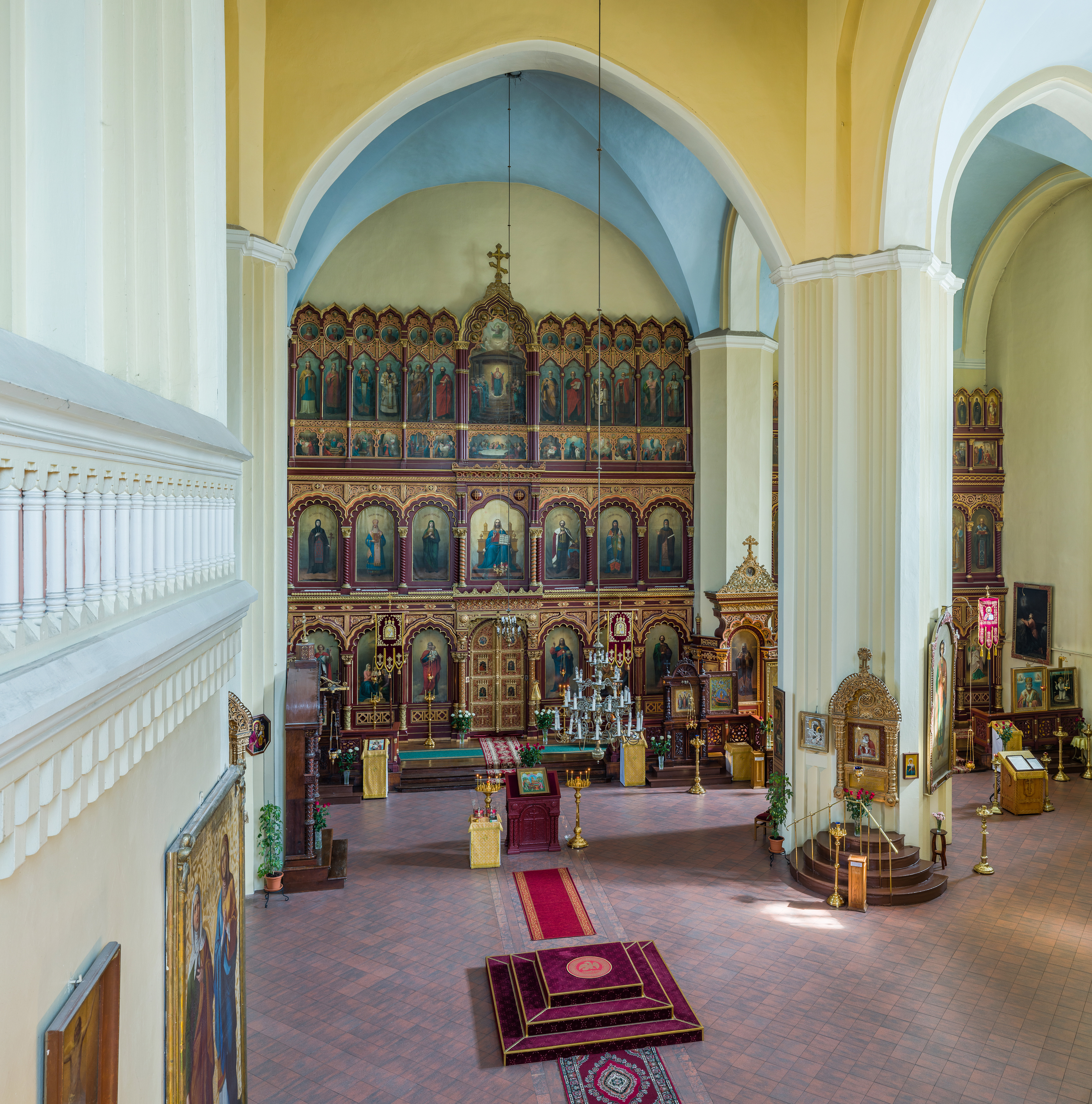
Kathedrale der Himmelfahrt der Gottesmutter, Vilnius

Die älteste gemauerte Kirche Litauens ist die orthodoxe Kathedrale der Himmelfahrt der Gottesmutter in Vilnius. 1346 in einem byzantinisch-gotischen Übergangsstil errichtet, gilt sie als erstes Werk der weißrussischen Gotik, siehe unten. Nach mehreren äußerlichen Umgestaltungen erscheint sie heute als überwiegend verputzter Ziegelbau in neobyzantinischem Stil.

#### Backsteingotik

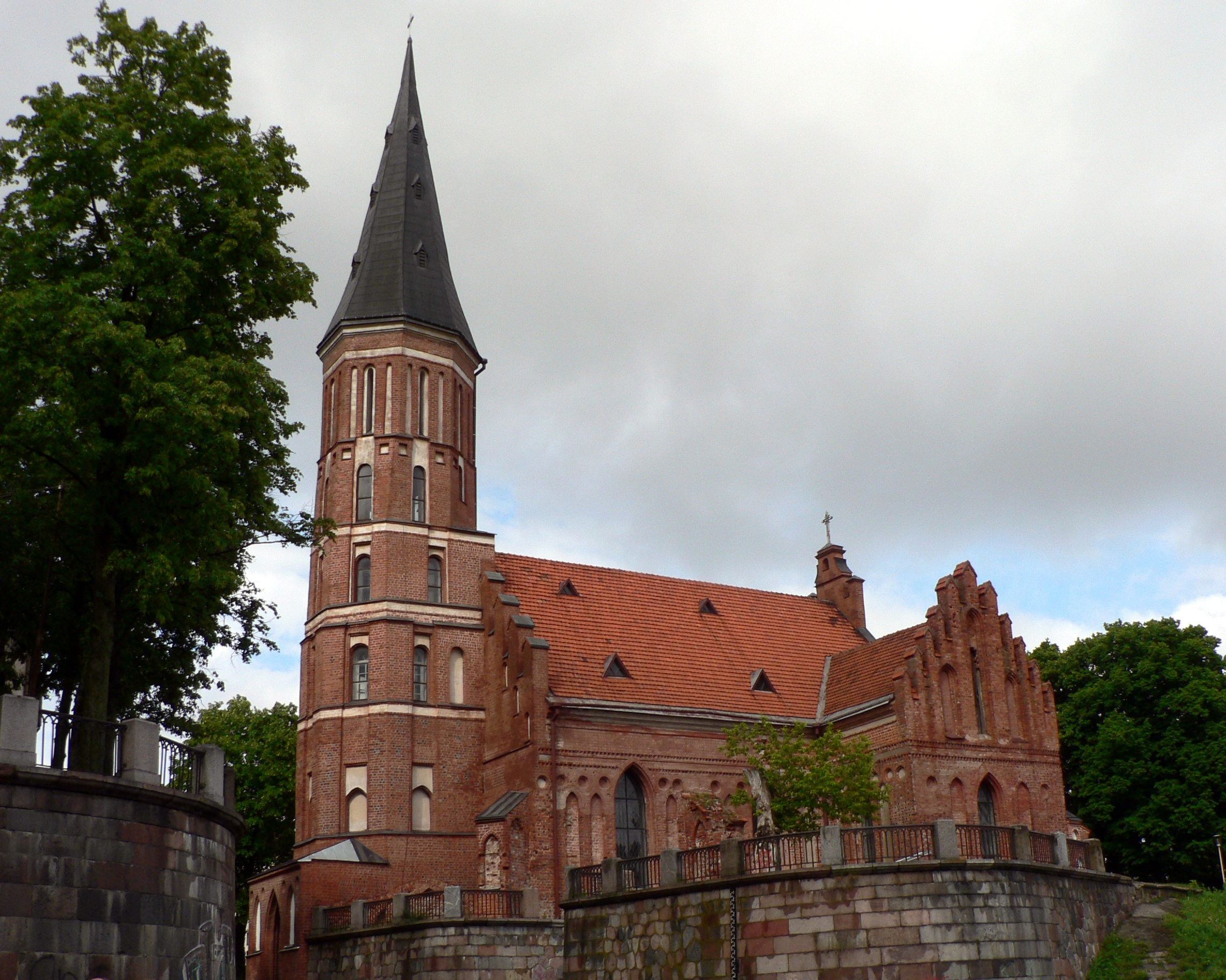
Vytautas-Magnus-Kirche, Kaunas

Nachdem Großfürst Władysław II. Jagiełło sich 1384/85 hatte taufen lassen, wurde das Land offiziell christlich, und man baute auch für die litauische Bevölkerung im Zentrum und im Nordwesten de Großfürstentums Kirchen, die wichtigsten alsbald im Stil der Backsteingotik:
- Nikolaikirche (Vilnius), 1387
- Vytautas-Magnus-Kirche in Kaunas, um 1400
- Georgskirche in Kėdainiai, 1403
- Kathedrale St. Peter und Paul (Kaunas), 1410, vielfach umgebaut und barockisiert[6]
- Franziskanerkirche Mariä Himmelfahrt (Vilnius), nach einer 1387–1392 errichteten Holzkirche ab 1410 aus Backstein, mehrfach zerstört, seit 1671–1675 überwiegend barock.

### Spätgotik

#### Flamboyant in Backstein

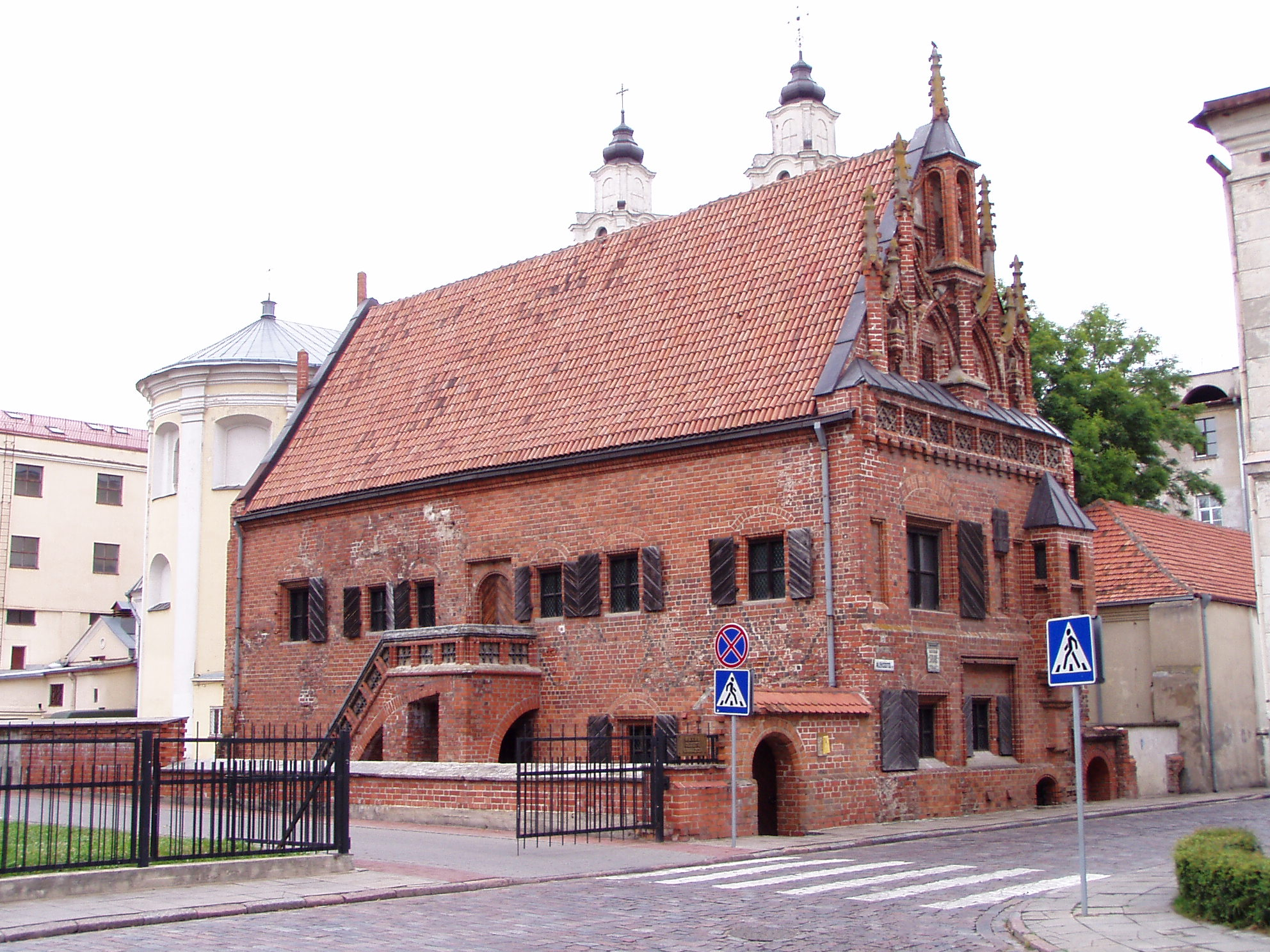
„Haus des Perkūnas“, Kaunas

In der Spätgotik entstanden zwei Bauwerke, in denen Formen aus dem üppigen französischen Flamboyantstil in Backstein ausgeführt wurden:
- Das sogenannte Haus des Perkūnas (Perkūno namas) in Kaunas wurde Mitte des 15. Jahrhunderts als Hansekontor errichtet und diente dieser Funktion bis 1532. Anschließend wurde es von Jesuiten genutzt. Der Name bezieht sich auf eine an seiner Wand gefundene Figur, die romantische Historiker als baltischen Donnergott deuteten.[7]
- Die St.-Annen-Kirche in Vilnius wurde 1495–1500 errichtet.[8]

#### „Weißrussische“ Gotik

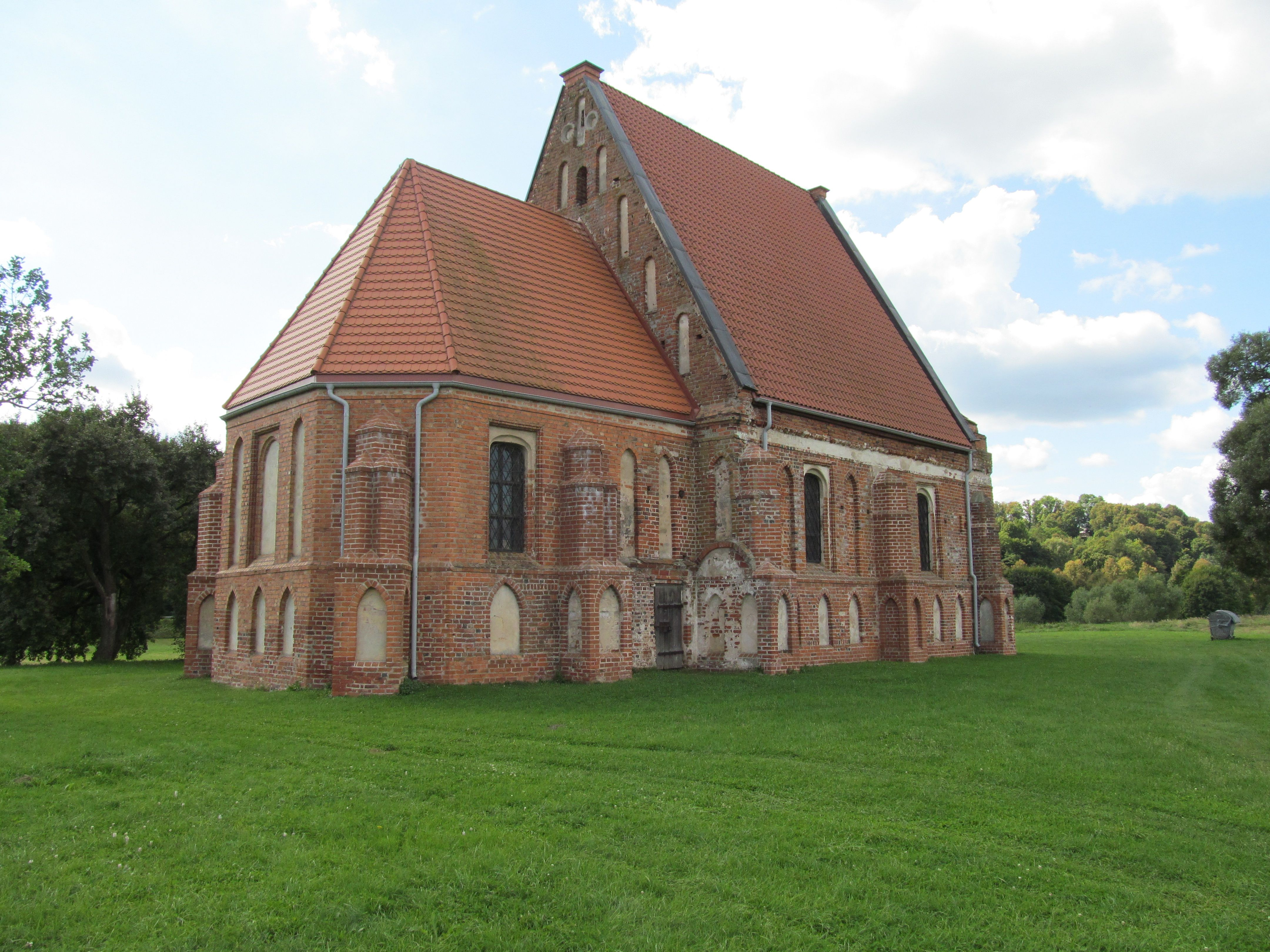
Alte Kirche Johannes des Täufers in Zapyškis

Mehrere Kirchen und andere Gebäude wurden, wie auch in den slawischen Teilen des Großfürstentums, heute überwiegend Belarus, in der ersten Hälfte des 16. Jahrhunderts in einem Übergangsstil aus Gotik und Renaissance mit byzantinischen Einflüssen errichtet, auch als Belarussische Gotik bezeichnet.
Dazu gehören:
- Gertrudenkirche in Kaunas, 1503
- alte Kirche Johannes des Täufers (Šv. Jono Krikštytojo bažnyčia) in Zapyškis
- Franziskus- und Bernhardkirche in Vilnius